# Heyrovskaya gomerensis
Heyrovskaya gomerensis es una especie de insecto coleóptero de la familia Chrysomelidae.
Fue descrita científicamente en 1979 por Gruev & Petitpierre.